# Ságvári Endre
Ságvári Endre (Budapest, Józsefváros, 1913. november 4. – Budapest, 1944. július 27.) az illegális kommunista mozgalom tagja, antifasiszta aktivista. A Magyar Népköztársaság idejében személyét a mozgalomban való aktív szerepe és legendákkal átszőtt antifasiszta tevékenysége miatt jellemző állami kultusz övezte, a rendszerváltás után pozitív megítélése megszünt. A 2010-es évek végére köztéri szobrai, emléktáblái nagy részét véglegesen eltávolították, a róla elnevezett közterületek, intézmények többségének pedig megváltoztatták a nevét.

## Élete

### Származása
Budapesti zsidó családban született. Édesapja, dr. Ságvári Sándor híres ügyvéd, édesanyja, Erdős Rozália tanítónő, ismert mecénás, a Nagyfuvaros utcai Nőcsoport elnöke és a MINOSZ (Magyar Izraelita Nők Országos Szövetsége) alelnöke, húga, Ságvári Ágnes történész-levéltáros 1970 és 1985 között Budapest Főváros Levéltára igazgatója, nagynénje, Ságvári Spitzer Jozefina pedig a világhírű magyar fizikus, Orován Egon édesanyja volt.

### Ifjúsága
Fiatalon kitűnő tanuló volt. Kitűnt diáktársai közül páratlan gondolkodásmódjával, tehetségével. Kifejezetten érdekelte az irodalom. Életében számos verset és novellát írt. 
Egyetemi évei alatt ismerkedett meg a marxizmussal. 1935-ben a Magyar Izraeliták Egyetemi és Főiskolai Hallgatók Egyesülete keretében létrehozott Haladó Diákok Pártja (HDP) egyik vezetője lett. 1936-ban a jog- és államtudományok doktorává avatták az ELTE Állam- és Jogtudományi Karon. Tisztviselő lett a fővárosi elöljáróságon. Ebben az időben lépett be a Magyarországi Szociáldemokrata Pártba (MSZDP). Elsősorban előadásokat tartott, a baloldali ifjúsági mozgalom szervezésével foglalkozott. 1937. július 25-én feleségül vette egyik párttársát, Bachrach Magdát. Az év szeptemberében részt vett a Tompa utcai nyilasház elleni támadásban, amiért nyolc havi fogházra ítélték. 1940. december 10-én kiszabadult, majd rövid hódmezővásárhelyi katonai munkaszolgálat után a Népszava alkalmazta terjesztési osztályán. Az MSZDP ifjúsági tagozata, az Országos Ifjúsági Bizottság (OIB) titkára lett, ami idejének jelentős részét lekötötte. Életének nagy fordulata volt, hogy 1940 végén csatlakozott a Kommunisták Magyarországi Pártjához. 1942-től illegalitásba vonult, de továbbra is az ifjúsági mozgalommal foglalkozott.
Fő szervezője volt a Batthyány-örökmécsesnél 1941. október 6-án lezajlott megmozdulásnak, ahol háromszáz szociáldemokrata fiatal adott jelre körülvette az emlékművet, és talapzatára nemzeti színű szalaggal átkötött koszorút helyezett el – A magyar szabadságért – a magyar ifjúság felirattal majd szétszéledtek. Szintén részt vett a Petőfi térnél tartott háborúellenes megmozdulás szervezésében 1942. március 15-én, amikor 6-8 ezer fős tömeg gyűlt össze, hogy tiltakozzon a háború ellen. A demonstrálók megindultak a Kossuth tér irányába, ám a Lánchídnál a rendőrség megkísérelte feloszlatni a tüntetést. Közel száz embert vettek őrizetbe, a tüntetők egy része mégis eljutott a Kossuth-szoborhoz, ahol megismételték háborúellenes követeléseiket. 1944-ben szerkesztette a Béke és Szabadság című lapot. Részt vett az ellenállási mozgalom szervezésében.

## Halála
Hain Péter utasítására nyomozni kezdtek utána. Ságvári 1944. július 27-én Budapesten, a Budakeszi úti Nagy cukrászdában (ma Remiz étterem) találkozott egy másik kommunistával; ide érkezett négy csendőr az őrizetbe vételükre. Társa ellenállás nélkül megadta magát, Ságvári viszont hamis igazolványt mutatott fel, majd pisztolyt rántott a csendőrökre, és hármójukat megsebesítette. A kibontakozó tűzpárbajban Ságvári megpróbált elmenekülni, kiürült pisztolyát eldobva kifutott az utcára, ám ott az egyik csendőr rálőtt, halálosan megsebesítve őt. A legenda szerint a csendőrök a haldokló Ságvárihoz lépve személyazonosságáról kérdezték, mire a válasz annyi volt: „Harminckét nevem volt, találjátok ki, melyik az igazi.” Ságvári és az egyik csendőr – akit a többiekkel együtt kitüntettek – a kórházban belehalt sebesülésébe.

„Folyó év július hó 27-én 19 óra 45 perckor a csillaghegyi nyomozó csoportnál szolgálatot teljesítő Cselényi Antal detektív, Kristóf László és Palotás Ferenc csendőrnyomozók, hosszú megfigyelés után, Budapest területén nyomára jutottak dr. Ságvári Endrének, aki már mintegy hét éve földalatti baloldali szervezőmunkát végzett és vezetett. Nyomon követték és a XII. ker. Szép Ilonai villamosvasúti kocsiszín mellett levő Nagy Béla-féle cukrászdában egy állítólagos Szabados nevű kommunista társával figyelés alá vették, majd őket elfogni igyekeztek. Elfogásuk után motozás, illetve bilincselés közben dr. Ságvári Endre, aki izmos férfi, hirtelen dulakodni kezdett és a szomszéd asztalon lévő aktatáskájához kapott, onnét önműködő pisztolyát előrántotta és rögtön tüzelt. Lövéseivel Cselényi Antal detektívet a jobb vállán, Kristóf László csendőrnyomozót a jobb combján súlyosan megsebezte, míg a hatósági közegek segítségére siető Pétervári János rendőrőrmester gépkocsivezetőt haslövéssel életveszélyesen találta.
A lövések leadása után dr. Ságvári Endre a helyiségből kimenekült, de a Palotás Ferenc csendőrnyomozó és a sebesülten utána futó Cselényi Antal detektív lövéseitől eltalálva holtan összeesett. Dr. Ságvári Endre Szabados nevű társát sikerült elfogni.”

– Részlet a m. kir. rendőrség budapesti főkapitánya 1944. július 28-án kelt kitüntetési előterjesztéséből

Kristóf Lászlót, az egyik intézkedő csendőrt 1959-ben Ságvári meggyilkolásáért halálra ítélték és kötél által kivégezték, bár akkoriban már egyre ritkábban szabtak ki politikai ügy miatt halálos büntetést. A Legfelsőbb Bíróság 2006. március 6-án hatályon kívül helyezte az ítéletet, kimondva, hogy Ságvárival szemben a csendőrök a korabeli (és a fegyverhasználatot illetően ma is) érvényes jognak megfelelően jártak el. Ez heves vitát váltott ki a posztkommunista körökben, a rehabilitációt ellenzők szerint az indoklás úgy is értelmezhető, mintha a bíróság álláspontja szerint Magyarország 1944 nyarán a német megszállás, a holokausztot támogató magyar rendészeti szervek ellenére jogállamként működött volna.

## Emlékezete

### Harminckét nevem volt
- Hollós Ervin Harminckét nevem volt című könyve 1971-ben jelent meg, a Kozmosz Könyvek gondozásában.
- Keleti Márton 1972-ben készítette el Harminckét nevem volt címmel a Ságvári Endréről szóló 89 perces fekete-fehér magyar filmdrámát. A főszereplő Ságvárit Huszti Péter alakította.[12]

### Szobrok, intézmények
Ságváriról 1945 után országszerte számos szobrot és emléktáblát állítottak, intézményeket és közterületeket neveztek el róla. Ezek nagy részét 1990 után elmozdították illetve átnevezték, számos közterületet és iskolát azonban csak 2011–12-ben.
Megítéléséről már jóval korábban, 2004-ben, halála 60. évfordulóján, majd 2005-ben folyt sajtóvita, amelynek egyik főszereplője Ungváry Krisztián történész volt, aki Ságvárit elsősorban keményvonalas sztálinistaként értékelte. 2006-ban a Jobbik letakarta Budapest II. kerületében található emléktábláját, 2008 júliusában pedig Debrecenben, a helyi MDF vezetője takarta le Ságvári ottani emléktábláját, és (eredményesen) az önkormányzathoz fordult a végleges eltávolítás ügyében.
A Budapest VIII. kerületében, a Trefort utcában található ELTE Trefort Ágoston Gyakorlóiskola 1957–1991 között szintén ELTE Ságvári Endre Gyakorló Gimnázium néven működött. Mivel Trefort Ágoston még élt, amikor az iskola létrejött, sőt hivatalban lévő oktatási miniszterként az épület átadási ünnepségén is jelen volt 1887-ben (1888-ban hunyt el), az intézményt egyszerűen az egyetem gyakorlóiskolájának nevezték (Magyar Királyi Tanárképző Intézet Gyakorló Főgymnasiuma), illetve – nem hivatalosan – Minta vagy Mintagimnázium névvel illették. Trefort halála után a „névtelen” iskola melletti utcát az ő emlékére nevezték át, s ennek nyomán a középiskolára is Trefort utcai gimnázium, majd egyszerűen Trefort néven kezdtek hivatkozni. 1957-ben Ságvári Endre nevét vette föl az intézmény, majd a rendszerváltás után, 1991-ben hivatalosan is megkapta Trefort Ágoston nevét.
A Magyar Tudományos Akadémia állásfoglalásában a helyi önkormányzatokról szóló 2011. évi CLXXXIX. törvény 14/A. § (2) bekezdése alapján nevét közterület elnevezésére nem ajánlja, mivel a „XX. századi önkényuralmi politikai rendszer fenntartáshoz kapcsolható”. 2014-ben újabb belpolitikai ügyet generált a Ságvári Endre személyének megítélése körüli bizonytalanság. Az Emberi Erőforrások Minisztériuma bejelentette, megváltoztatná a szegedi Ságvári Endre Gyakorló Gimnázium nevét, azonban a diákok szerint a „ságvárizmus” egy hagyomány. Barok István, az iskola testnevelő tanára Ságvári pozitív megítélése mellett állt ki a vitában. A vitában megszólalt Vincze Gábor is, aki szerint egy demokráciában nem lehet példakép a sztálinista Ságvári. Törvény nem kötelezte az iskolát fenntartó Szegedi Tudományegyetemet a névváltoztatásra, ugyanakkor az iskolák nevéről a 2014-ben életbe lépő felsőoktatási törvény szerint az oktatási miniszter dönt. 2015 májusának elején jelentették be a tanároknak, hogy szeptembertől SZTE Gyakorló Általános Iskola és Gimnázium néven működik tovább az intézmény.
A Budapest III. kerületében található utcát a Fővárosi Közgyűlés 2011-ben Sinkovits Imre utcára változtatta. Az 1963-ban alapított, róla elnevezett gimnázium Kazincbarcikán 2012-ben változtatta csak nevét Szalézi Szent Ferenc Gimnáziumra. Utolsó köztéri szobrát Makón, 2016 januárjában távolították el.

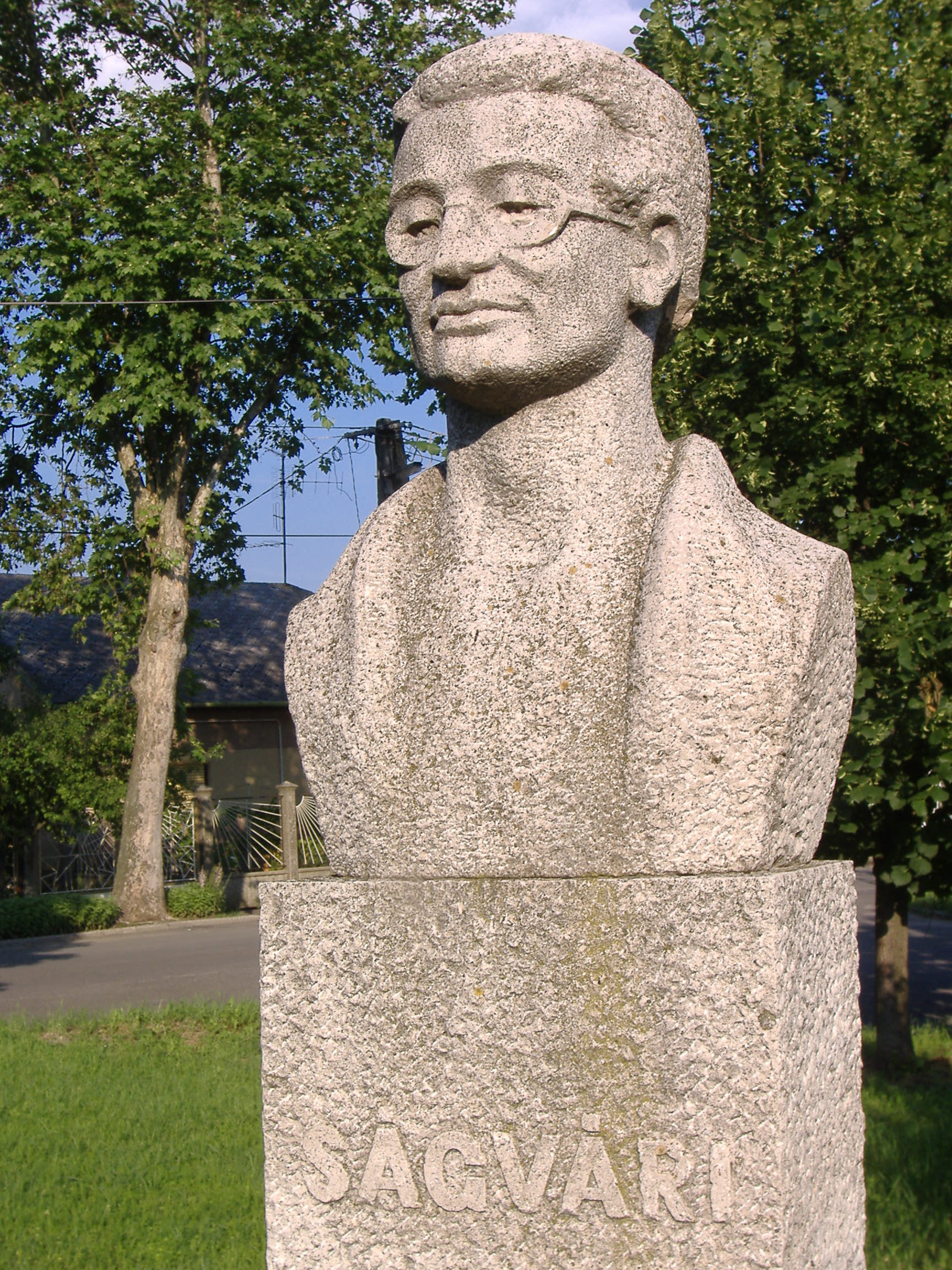
Makói mellszobra
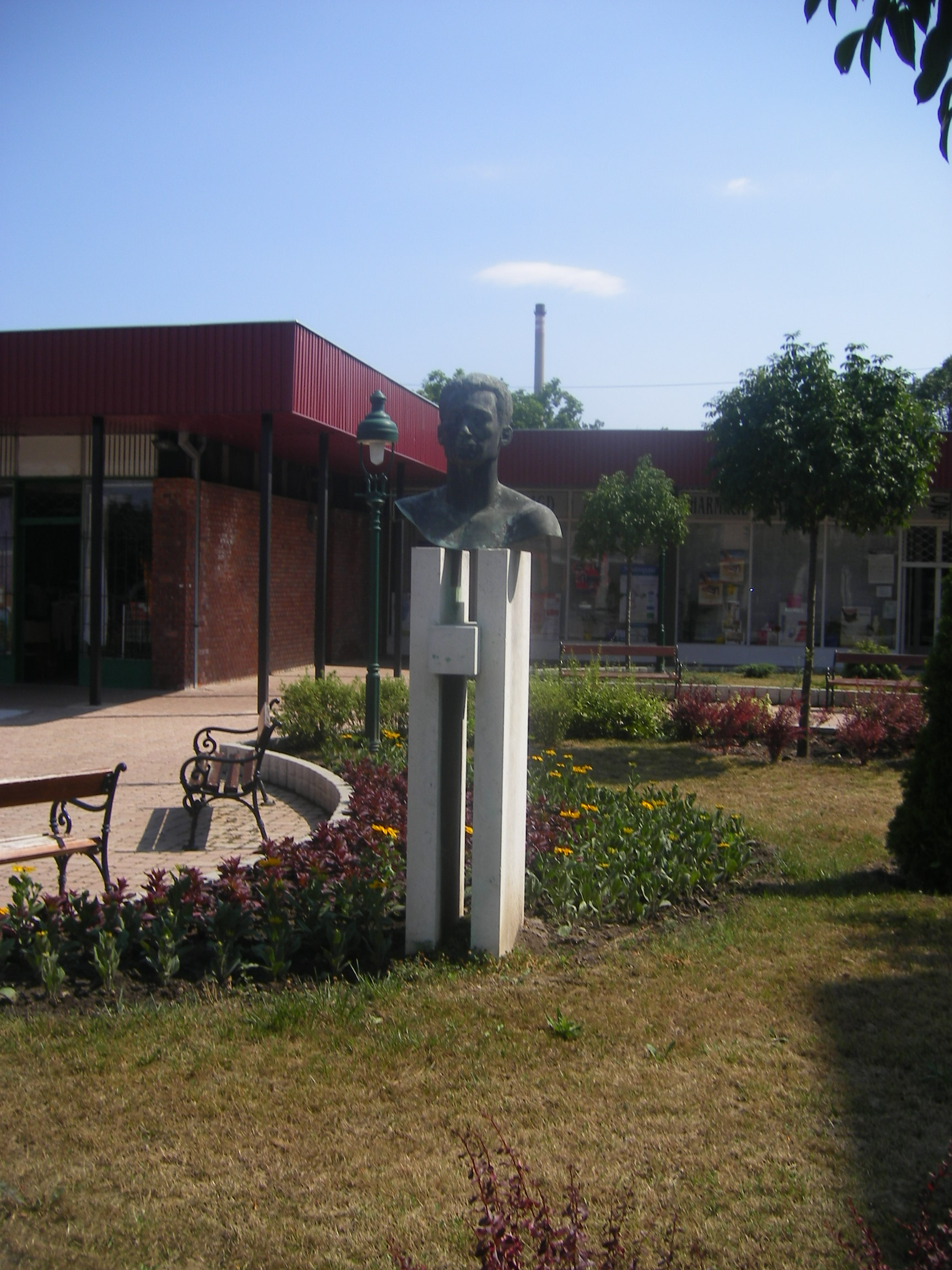
Tatabányai mellszobra
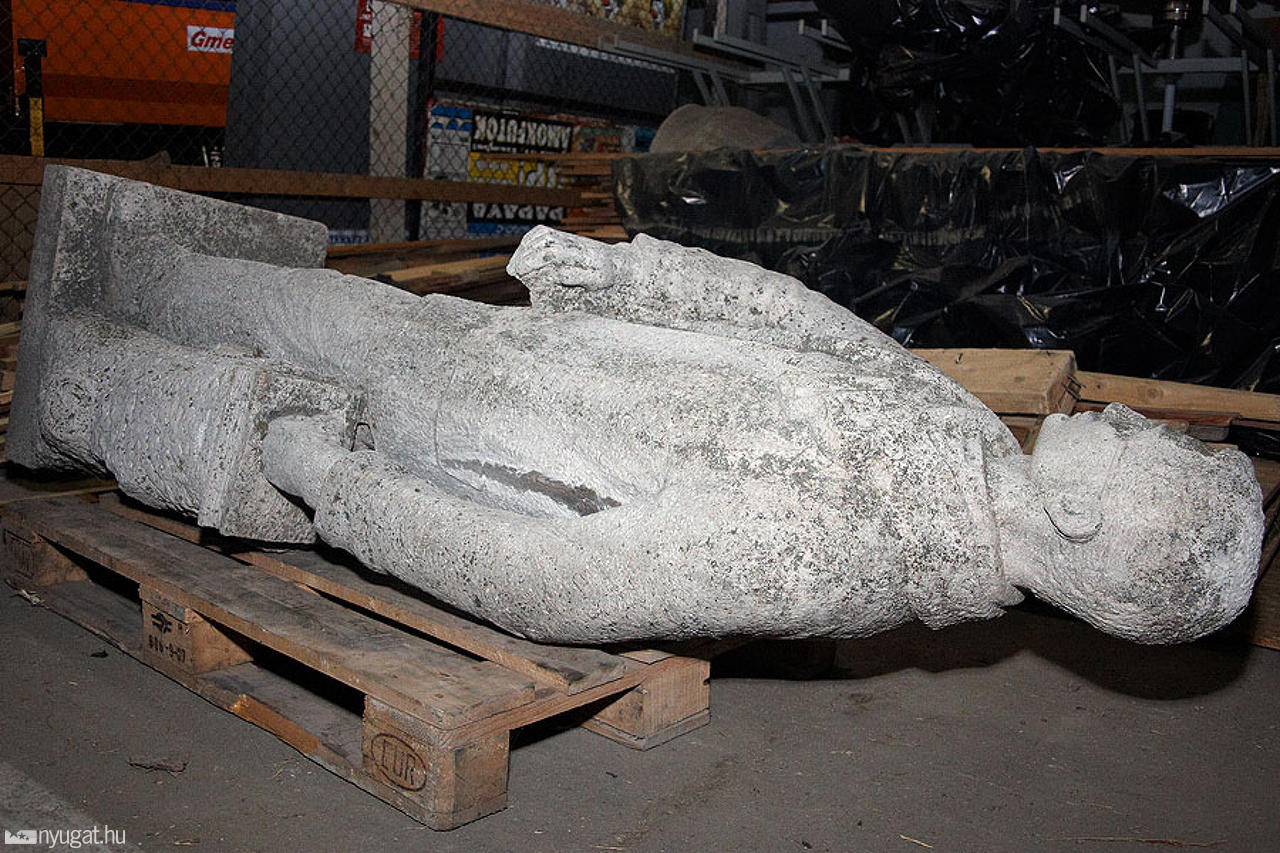
Szombathelyi szobra a SZOVA-raktárban

## Művei
- Óriások és törpék (Budapest, 1949)
- Az árvafalvi gyerekek (Budapest, 1953)